# Selección de rugby league de Noruega
La Selección de rugby league de Noruega representa al país en competiciones de selecciones nacionales de rugby league. 
Está afiliado a la Rugby League European Federation. 

## Participación en copas

#### Copa del Mundo de Rugby League
- no ha clasificado

#### Campeonato Europeo A
- no ha clasificado

#### Campeonato Europeo B
- 2011 : 3° puesto

#### Campeonato Europeo C
- 2010 : 2° puesto[1]
- 2013 : 2° puesto[2]
- 2018/19 : 2° puesto